# Dusona temnator
Dusona temnator är en stekelart som beskrevs av Hinz och Horstmann 2004. Dusona temnator ingår i släktet Dusona och familjen brokparasitsteklar. Inga underarter finns listade i Catalogue of Life.